# 馬坑監獄
馬坑監獄（英語：Ma Hang Prison），是香港懲教署轄下的一所低度設防的監獄，位於香港赤柱村道40號。該所原為1946年12月啟用的赤柱感化院，收容16歲以下的少年犯。1953年，赤柱感化院被改為赤柱教導所，後來同時收押21歲以下的還押犯人，直至1973年關閉並於1974年改為馬坑監獄。在2015年關閉之前，馬坑監獄曾經關押男性成年及年老低保安風險類別犯人，收容名額為220名。馬坑監獄為香港環境及空氣較佳的監獄之一。監獄內有懲教署為職員而設的體育會會所及康樂球場。
因應特區政府對犯事長者實施寬待政策，例如以警司警誡取代檢控，政府及上訴庭亦鼓勵以非監禁方式如社會服務令或感化令處罰干犯嚴重罪行的長者。懲教署收押的年長在囚人士逐年下降，絕大部分年長在囚人士本身已受長期監禁，近年更不再接收年滿60歲的新囚犯，故此馬坑監獄於2015年關閉，逐步轉型為懲教署的一個多元訓練場地，主要供新入職懲教員進行培訓，以及為中學提供名為「思囚之路」的模擬監禁導賞活動。2021年，懲教署將馬坑監獄打造成為解謎關卡的地方，推出「監獄任務」活動，利用平板電腦的智能調查應用程式在各關卡調查，讓參加者體會懲教人員的工作，加深他們對防罪及更生理念的認識。

## 外部連結
- 懲教署：馬坑監獄 （页面存档备份，存于）